# 阿布勒穆茨鄉
47°19′N 22°15′E / 47.317°N 22.250°E
阿布勒穆茨鄉（羅馬尼亞語：Comuna Abrămuț, Bihor），是羅馬尼亞的鄉份，位於該國西北部，由比霍爾縣負責管轄，面積46平方公里，海拔高度162米，2007年人口3,125，人口密度每平方公里68人。